# Václav Jaromír Picek
Václav Jaromír Picek (13. listopadu 1812, Svijanský Újezd – 26. listopadu 1869, Benátky nad Jizerou) byl český básník (povoláním státní úředník a soudce), známý především textem k písni Čechy krásné, Čechy mé.

## Život
Václav Jaromír Picek se narodil 13. listopadu 1812 ve Svijanském Újezdě, v rodině sedláka Jiřího Picka. Absolvoval piaristické gymnázium v Mladé Boleslavi (1827-1832), potom v Praze studoval do roku 1838 filozofii a následně práva. V roce 1841 se stal vrchním na liblínském panství. Od roku 1849 nastoupil do státních služeb jako právník. V tomtéž roce také neúspěšně kandidoval na místo poslance zemského sněmu, uvolněné poslancem a knězem Karlem Aloisem Vinařickým.
Byl redaktorem Pražských novin (od roku 1850 do konce února 1852) a postupně působil jako státní úředník na Smíchově a v Příbrami. V roce 1854 se stal vedoucím okresního úřadu ve Zbraslavi, v roce 1859 byl v tisku uváděn jako přednosta okresního úřadu ve Zbirově (dnes Zbiroh).
V osobním životě vyjadřoval vlastenectví a podporoval vzdělanost (dary knihovnám). Jeho postoje byly konzervativní, nesouhlasil s radikalismem, hájil byrokracii. Jeho stanoviska kritizoval i Karel Havlíček Borovský.
V roce 1868 se stal okresním soudcem (předsedou okresního soudu) v Nových Benátkách (dnes Benátky nad Jizerou), kde 26. listopadu 1869 zemřel. Je pohřben na místním hřbitově.

## Dílo
Václav Jaromír Picek je řazen mezi představitele tzv. ohlasové poezie a je považován za epigona Františka Ladislava Čelakovského; už za života byl kritizován Čelakovským i Havlíčkem.  Jeho básně jsou dnes zapomenuty, živé jsou některé texty písní:
- Čechy krásné, Čechy mé, kterou vydal r. 1852 pod názvem Vlastenské hory (hudba Josef Leopold Zvonař).

Na hudbu Jana Nepomuka Škroupa (bratra Františka Škroupa):
- Bývali Čechové
- Pod bezem za bezem
- Kde vlasť má? Kde domov můj?[p 4]

Napsal dvě veršované divadelní hry (Vilém Rožmberk a Král Vratislav na Moravě), ani jedna však nebyla na divadle uvedena.
Ve své tvorbě užíval též pseudonym Podsvijanský.

## Význam díla
Přesně charakterizuje literární význam Václava Jaromíra Picka již v roce 1909 Národní politika; v článku připomínajícím výročí jeho úmrtí je porovnáván s Čelakovským:
"Celý zjev Pickův má v naší literatuře význam pouze dokumentární; při životě udržuje ho pouze několik uvedených znárodnělých písní."

## Posmrtné ocenění
České deníky a časopisy (např. Národní listy a Pražský denník) věnovaly úmrtí Václava Jaromíra Picka životopisné nekrology. 
Václavu Jaromíru Pickovi je dnes věnována část stálé expozice muzea v Benátkách nad Jizerou. Na místním hřbitově je také zachován jeho náhrobek.
Po básníkovi pojmenovaly ulici (ulice Pickova) obce: Praha - Zbraslav, Benátky nad Jizerou a Mladá Boleslav.

## Citát
Nejznámější z díla Václava Jaromíra Picka je úvodní čtyřverší z písně Čechy krásné, Čechy mé (Vlastenské hory) na hudbu Josefa Leopolda Zvonaře:
Čechy krásné, Čechy mé!
Duše má se s touhou pne,
kde ty vaše hory jsou,
zasnoubené s oblohou.